# Adam Wiedemann

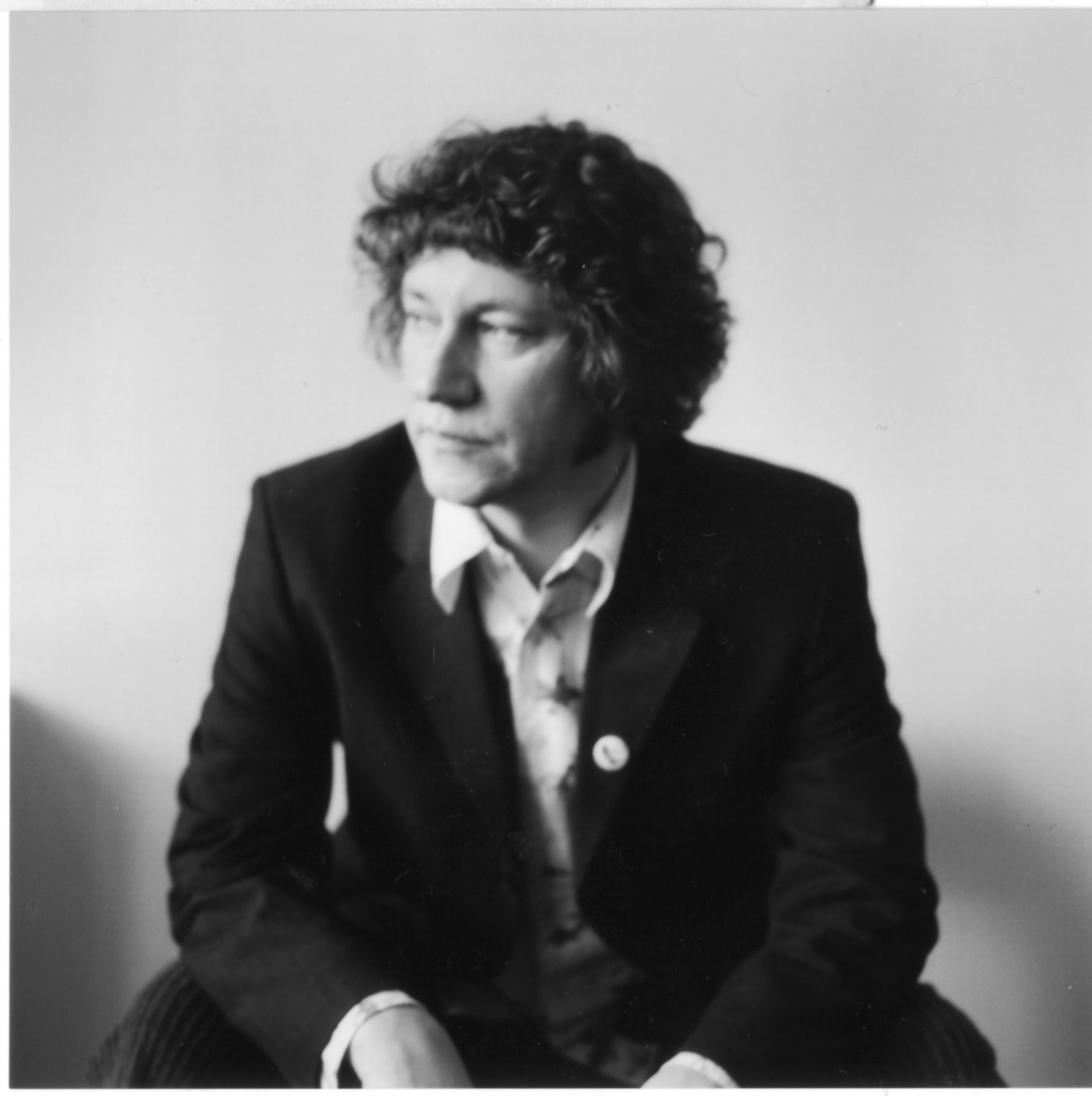
Adam Wiedemann (2009)

Adam Wiedemann (geboren 24. Dezember 1967 in Krotoszyn) ist ein polnischer Schriftsteller und Übersetzer.  

## Leben
Wiedemann schreibt als Lyriker, Prosaschriftsteller sowie als Literatur- und Musikkritiker, er ist Mitarbeiter von Zeitschriften wie „Res Publica Nowa“ und „Studium“ in Krakau. Wiedemann übersetzt Literatur aus dem Ukrainischen, Slowenischen und Englischen in das Polnische. Auch betätigt er sich als Zeichner und Maler. Wiedemann wurde 1999 mit dem Kościelski-Literaturpreis ausgezeichnet, dreimal, 1998, 1999 und 2005, wurden Werke von ihm für den polnischen Literaturpreis NIKE nominiert. Im Jahr 2000 wurde er im Rahmen eines Hermann-Kesten-Stipendiums nach Nürnberg eingeladen und er erhielt ein Stipendium für das Künstlerdorf Schöppingen, 2004 war er in Iowa City/USA als Stipendiat des International Writing Programs. Wiedemann promoviert an der Universität Krakau. 
Der Titel des Erzählbandes „Sęk, pies, brew“ ist eine phonetische Übertragung des Titels „Cinq pièces brèves“. Das Buch wurde 1999 für den Literaturpreis NIKE nominiert. Auf Deutsch erschien der Band unter dem Titel „Gewaltige Verschlechterungen des Gehörs“.

## Schriften (Auswahl)
Gedichte
- Samczyk (Männchen), Poznań: Obserwator, 1996
- Bajki zwierzęce (Tiermärchen), Wrocław: Pomona, 1997
- Rozrusznik (Anlasser), Kraków: Wyd. Literackie, 1998
- Konwalia (Maiglöckchen), Legnica: Biuro Literackie, 2001
- Kalipso (Calypso), Warszawa: Prószyński i S-ka, 2004
- Pensum (Pensum), Poznań: Wielkopolska Biblioteka, 2007
- Filtry, wyd. Staromiejski Dom Kultury, Warszawa, 2008
- Czyste czyny, wyd. Wojewódzka Biblioteka Publiczna, Centrum Animacji Kultury w Poznaniu, 2009
- Dywan, wyd. Wojewódzka Biblioteka Publiczna i Centrum Animacji Kultury w Poznaniu, 2010

Erzählungen
- Wszędobylstwo porządku (Die Allgegenwärtigkeit der Ordnung), Kraków: Studium/Zielona Sowa, 1998
- Sęk Pies Brew (Gewaltige Verschlechterungen des Gehörs),  Warszawa: W.A.B., 1998
- Sceny łóżkowe (Bettszenen), Kraków: Korporacja Ha!art, 2005

Übersetzungen ins Deutsche
- Gewaltige Verschlechterungen des Gehörs. Erzählungen. Übers. von Roswitha Matwin-Buschmann und Esther Kinsky. Hainholz, Göttingen 2001.
- Der Mond und sein Kritiker, Erzählung, Übersetzung von Marlis Lami. unveröffentlicht
- Goldfinger meets a Goldfish, Erzählung, Übersetzung von Marlis Lami. unveröffentlicht